# Энред (король Нортумбрии)
Энред (англ. Eanred; умер в 841) — король Нортумбрии (808/810—841) из династии Идингов.

## Биография
Несмотря на большую длительность, о правлении Энреда почти ничего не известно. Он стал королём или в 808 году, когда его отец Эрдвульф вернулся из изгнания, или в 810 году, когда тот уже умер. Во время правления Энреда Нортумбрия продолжала приходить в упадок.
В 829 году на Нортумбрию напал Эгберт Уэссекский. Две армии встретились вблизи Дора, но сражения не произошло. Противники заключили мир, и Нортумбрия подчинилась Уэссексу.